# Danuta Kozák
Danuta Kozák (Budapest, 11 gennaio 1987) è una canoista ungherese, vincitrice della medaglia d'argento ai Giochi olimpici di Pechino 2008 e delle medaglie d'oro di  K1 500 m e K4 500 m a Londra 2012, K1 500 m, K2 500 m e K4 500 m a Rio de Janeiro 2016.

## Palmarès
- Olimpiadi

Pechino 2008: argento nel K4 500m.
Londra 2012: oro nel K1 500m e nel K4 500m.
Rio de Janeiro 2016: oro nel K1 500m, nel K2 500m e nel K4 500m.
Tokyo 2020: oro nel K4 500m e bronzo nel K2 500m.
- Mondiali

Duisburg 2007: bronzo nel K2 1000m.
Dartmouth 2009: oro nel K2 500m e nel K4 500m.
Poznań 2010: oro nel K2 500m.
Seghedino 2011: oro nel K2 200m e nel K4 500m e argento nel K1 500m.
Duisburg 2013: oro nel K1 500m, nel K1 4x200m e nel K4 500m.
Mosca 2014: oro nel K1 500m e nel K4 500m.
Milano 2015: oro nel K2 500m e argento nel K4 500m.
Montemor-o-Velho 2018: oro nel K1 500m, K2 500m e nel K4 500m.
Seghedino 2019: bronzo nel K1 500m.
- Campionati europei di canoa/kayak sprint

Pontevedra 2007: oro nel K2 1000m.
Milano 2008: oro nel K2 200m e K2 500m, argento nel K4 500m.
Brandeburgo 2009: oro nel K2 500m e argento nella staffetta K1 4x200m.
Trasona 2010: oro nel K1 500m e argento nel K4 500m.
Belgrado 2011: oro nel K1 500m e nel K2 200m e argento nel K4 500m.
Zagabria 2012: argento nel K5 500m.
Montemor-o-Velho 2013: oro nel K4 500m e argento nel K1 500m.
Brandeburgo 2014: oro nel K1 200m, nel K1 500m e nel K4 500m.
Mosca 2016: oro nel K1 500m, K2 500m e K4 500m.
Belgrado 2018: oro nel K1 500m e nel K4 500m, argento nel K1 200m.
- Giochi europei

Baku 2015: oro nel K1 500m e nel K4 500m e bronzo nel K1 200m.
Minsk 2019: oro nel K4 500m, argento nel K1 200m, K1 500m e K2 500m.